# 石川實 DAIRY LIFE
『石川實 DAIRY LIFE』（いしかわ みのる デイリーライフ）は、2015年10月からTBSラジオで放送されている酪農をテーマにしたトーク番組である。パーソナリティは石川實。

## 概要
2015年10月4日から日曜日朝方に放送されている。番組は業界団体（#外部リンクを参照）の協力で、関東地方7都県で1700戸に及ぶとされる酪農家たちの思いや酪農品製造の背景などを、石川がゲストとの対談や現地取材などを通してみていきながら、都心生活者でも自然の恵みや生産者を身近に感じてもらえるような提案をしている。2023年10月から30分枠に拡大した。2023年12月からポッドキャストにて2021年4月以降の回を配信している。

## 放送時間
すべて日曜
- 2015年10月4日 - 2016年6月26日・10月2日 - 2019年3月31日　「笹川友里 プレシャスサンデー」内 7:40 - 7:55
- 2019年4月7日 - 2021年3月28日　「山形純菜 プレシャスサンデー」内 7:40 - 7:55
- 2021年4月4日 - 2023年9月24日　単独番組 6:30 - 6:45
- 2023年10月1日 - 現在　単独番組 7:30 - 8:00

## ネット局
いづれもTBSラジオの放送エリアと隣接する山梨県をサービスエリアとするラジオ局である。
- FM FUJI[注 5] 日曜 6:45 - 7:00[注 6][9]（2021年 - 2022年3月）
- YBSラジオ[注 7] 日曜 16:15 - 16:30[注 6]（2022年12月 - 2023年9月）、 日曜 16:00 - 16:30[注 6]（2023年10月 - 2024年6月）

## 配信
- ポッドキャスト（2021年4月[8] - ）